# Tassadia milanezii
Tassadia milanezii är en oleanderväxtart som beskrevs av J. Fontella Pereira. Tassadia milanezii ingår i släktet Tassadia och familjen oleanderväxter. Inga underarter finns listade i Catalogue of Life.